# Великая Снетинка
Вели́кая Снети́нка (укр. Велика Снітинка) — село, входит в Фастовский район Киевской области Украины.
Население по переписи 2001 года составляло 2625 человек. Почтовый индекс — 08540. Телефонный код — 4565. Занимает площадь 6,11 км². Код КОАТУУ — 3224981201.

## История
История поселения на этой территории достигает нескольких тысяч лет, ведь недалеко от озера Сорочий Брод была найдена мастерская, где древние люди обрабатывали оленьи рога. На юго-западе села находится хорошо сохранившееся древнерусское городище, которое, вероятно, является остатками летописного города Мунарева. Поселение (площадь — 0,5 га) с напольной стороны было укреплено валом и рвом. Следы невысокого вала прослеживаются местами по периметру площадки. На северном склоне заметны остатки второго вала. На городище и прилегающем к нему с юго-востока селище встречается гончарная древнерусская (XII—XIII вв.) керамика. Современное название образовано от названия реки Снитка. В ней водилась рыба, которая имела древнерусское название «снедь».

## Современность
Когда-то на этой территории протекала река Снитка, теперь в её прежнем русле образовалось 14 прудов. Они соединены небольшим ручейком, который впадает в Унаву. Также за селом в болоте берёт начало река Стугна. Над озером Палиивщина, по преданию, стояла пасека Семёна Палия.

## Достопримечательности
Также в Великой Снетинке расположена старинная церковь — образец архитектуры эпохи казачества.

## Местный совет
08540, Киевская обл., Фастовский р-н, с. Великая Снетинка, ул. Ленина,62